# Secară
Secara (Secale cereale) aparține grupei cerealelor, existând două varietăți de secară - de vară și de iarnă. Secara se dezvoltă mai bine în zonele cu climă răcoroasă și uscată, adaptându-se mai bine ca grâul la acest climat.
Este bogată în carbohidrați și conține cantități mici de proteine, potasiu și vitamina B.

## Istoric
Secara nefiind cultivată în antichitate, s-a răspândit ca buruiană în lanurile de grâu din Asia Mică de unde s-a răspândit în Europa.

## Folosire
Secara este folosită ca cereală pentru pâine, în special în Europa de est și centrală unde este mai răspândită pâinea de secară.
În Germania secara are ambele utilizări ca pâine de secară și ca furaj în hrana animalelor.
Aici de exemplu în anul 2004 s-a recoltat de pe o suprafață de 635.000 ha 3,9 milioane tone de secară, din care s-au folosit  706.000 tone în industria de panificație. Din anul 2004/05 secara este folosită ca materie primă pentru producerea de bio-etanol, de asemenea este utilizată pentru producerea alcoolului, de exemplu vodca de calitate se obține din secară. Secara de iarnă poate să fie și folosită la îngrășarea terenului agricol.
Din "cornul secarei" produs de o ciupercă parazită (Claviceps purpurea), a sintetizat Albert Hofmann substanța halucinogenă LSD.Secara este una din cele mai cunoscute cereale si una dintre cele mai folosite in agricultura,se raspandeste repede si este buna in alimentatie.

### Făina de secară
Are proprietăți diferite de făina din grâu la coacere, aceasta se explică prin faptul că moleculele de gluten, prin prezența de pentozan nu se produce efectul lipicios ca făina de grâu pentru a reține gazele din aluat.
Însă datorită prezenței substanțelor mucilaginoase din secară se produce prin coacere o crustă brună aromată, pâinea de secară fiind mai densă în comparație cu pâinea de grâu. Se pot întîlni la unele recolte de secară prezența unor amilaze care descompun amidonul, degradând calitatea făinii.

## Fiziologie

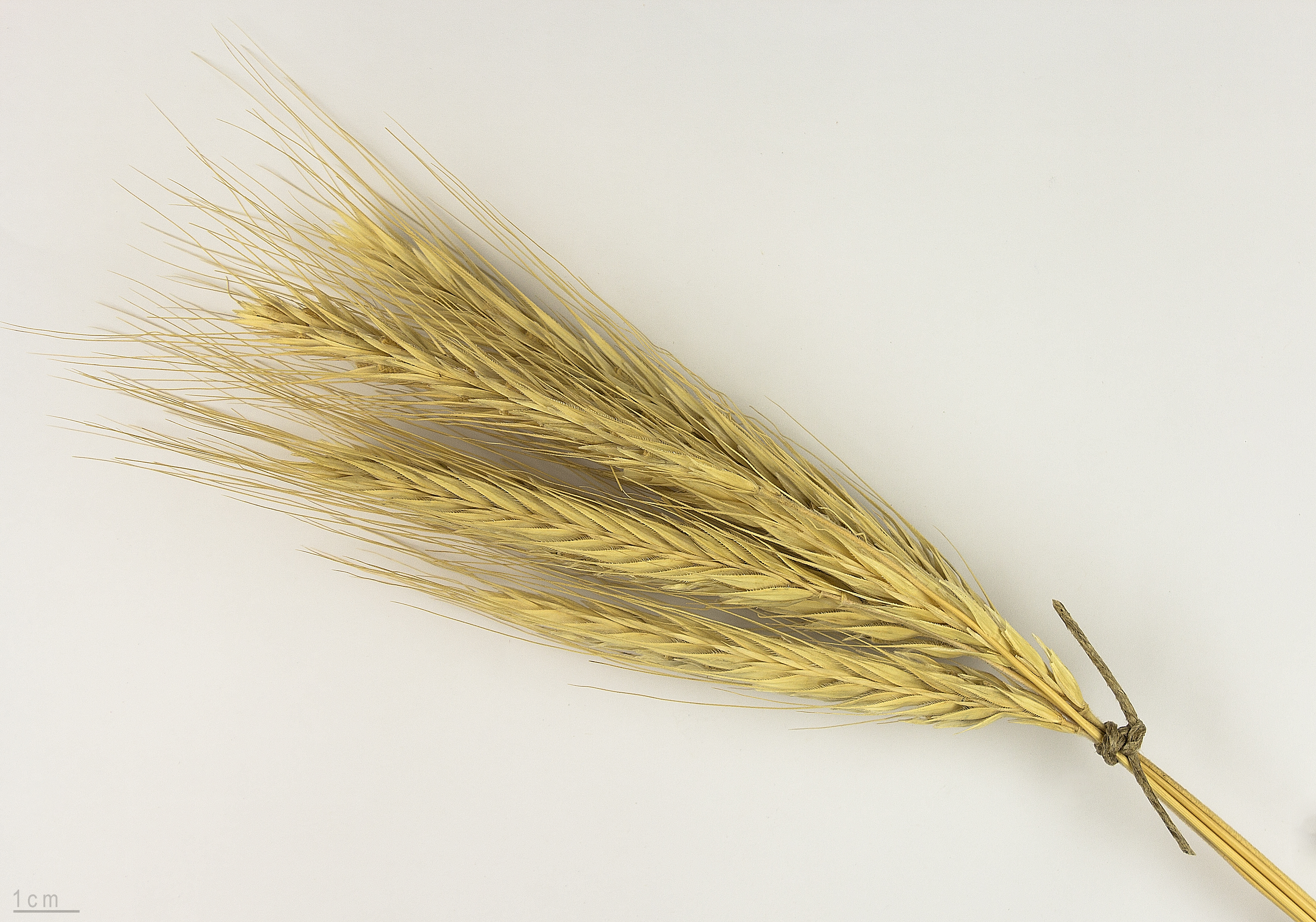
Spice de secară - MHNT

Conținutul ridicat în lizină și pentozane determină ca secara să fie indispensabilă unei alimentații echilibrate, prin pentozane se prelungește fenomenul de digestie, ce se presupune că ar avea un efect anticarcinogen.

## Constituenți
- Apă                10,95 %
- Proteină           14,76 %
- Lipide              2,5  %
- Carbohidrați       69,76 %
- Substanțe balast   14,6  %
- Substanțe minerale  2    %

- per 100 grame secară.
- Calorii: 1400 kJ

### Substanțe minerale
- Calciu     33 mg
- Fier        2,67 mg
- Magneziu  121 mg
- Fosfor    374 mg
- Potasiu   264 mg
- Sodiu       6 mg
- Zinc        3,73 mg
- Cupru       0,45 mg
- Mangan      2,68 mg
- Seleniu     0,035 mg

### Vitamine
- Tiamină           0,316 mg
- Riboflavină       0,251 mg
- Niacină           4,27 mg
- Acid pantotenic   1,456 mg
- Vitamina B6      0,294 mg
- Acid folic        0,06 mg
- Vitamina E        1,87 mg
- Alfa-Tocoferol    1,28 mg

### Aminoacizi
- Triptofan     0,154 g
- Treonină      0,532 g
- Isoleucină    0,549 g
- Leucină       0,98 g
- Lisină        0,605 g
- Metionină     0,248 g
- Cistină       0,329 g
- Fenilalanină  0,674 g
- Tirozină      0,339 g
- Valină        0,747 g
- Arginină      0,813 g
- Histidină     0,367 g
- Alanină       0,711 g
- Asparagină    1,177 g
- Glutamină     3,661 g
- Glicină       0,701 g
- Prolină       1,491 g
- Serină        0,681 g

Aceste date diferă bine înțeles influențate de climă, teren, îngrășăminte, ierbicide folosite la cultivare.
Țara care conduce în cultivarea secarei este China.